# 安藤橡面坊
安藤 橡面坊（あんどう とちめんぼう、1869年9月21日（明治2年8月16日） - 1914年（大正3年）9月25日）は、岡山県出身の俳人。本名錬三郎。別号に影人、橡庵など。小田郡新賀（現笠岡市）生。1897年に大阪毎日新聞社に入社。校正部長を務めた。俳句ははじめ高浜虚子選の『国民新聞』に投句、のち正岡子規選の『日本』紙に投句。1901年、初代選者の桜井芳水の死を受けて「毎日唫壇（ぎんだん）」の二代目選者。
子規の俳句革新運動に加わり関西俳壇を盛り立てる。亀田小蛄主宰の糸瓜会の同人として活躍し「車百合」「宝船」「アラレ」の選者も務めた。「鴨川は千鳥に交じる落ち葉かな」「草花を集めて地蔵祭かな」など、日本派風の温厚な写生句を作った 。子規が没してのちは河東碧梧桐選の『日本』に投句し、新傾向俳句運動に共鳴した。 1914年9月25日死去、46歳。1921年に小蛄により遺句集『深山柴』が刊行されている。
日本派の俳人でもあった夏目漱石の小説『吾輩は猫である』に、作中人物の迷亭が「トチメンボー」なる料理を注文して給仕を困らせるというくだりがあるが、この「トチメンボー」は橡面坊を元にしたもの。

## 著書
- 亀田小蛄編 『深山柴』 1921年、糸瓜社 ※2015年にふらんす堂から復刊